# Perfect Lives
(Robert Ashley, The park)
(Robert Ashley, The Backyard)
Perfect Lives è un'opera per la televisione composta da Robert Ashley. È stata commissionata dal The Kitchen di New York, con la co-produzione del canale inglese Channel Four Television, che ne ha curato la prima messa in onda. Il video è stato realizzato da John Sanborn.
Perfect Lives narra una complicata storia ambientata del Midwest statunitense, fatta di stanze di motel, pianobar, una misteriosa rapina filosofica in una banca, ecc. la definizione di John Cage è esemplare:
(John Cage)

## Organico, libretto e struttura
L'organico di Perfect Lives prevede una voce narrante, coro, pianoforte, percussioni ed elettronica. Nella versione per la televisione ed in quella discografica (prodotta dalla Lovely Music) il narratore è l'autore stesso, il pianista è Blu gene Tyranny e David Van Tieghem alle percussioni e come voce nel coro insieme a Jill Kroesen.
La parte elettronica è stata realizzata da Robert Ashley Ton Johnson.
L'autore del testo di Perfect Lives è lo stesso Robert Ashley.
L'opera è divisa in sette episodi distinti. Sempre nella versione discografica, ognuno degli episodi dura circa 30 minuti.
- The Park (Privacy Rules)
- The Supermarket (Famous People)
- The Bank (Victimless Crime)
- The Bar (Differences)
- The Living Room (The Solutions)
- The Church (After the Fact)
- The Backyard (T'Be Continued)